# Anh Sơn, Nghệ An
Anh Sơn là một xã thuộc tỉnh Nghệ An, Việt Nam. Xã được hình thành trên cơ sở sáp nhập thị trấn Kim Nhan, xã Đức Sơn và xã Phúc Sơn của huyện Anh Sơn trong đợt Sáp nhập tỉnh thành Việt Nam 2025.

## Địa lý
Xã Anh Sơn có vị trí địa lý:
- Phía Đông giáp xã Anh Sơn Đông và xã Yên Xuân;
- Phía Nam giáp xã Vĩnh Tường, xã Hạnh Lâm và nước CHDCND Lào;
- Phía Tây giáp xã Thành Bình Thọ và xã Vĩnh Tường;
- Phía Bắc giáp xã Nghĩa Hành và xã Anh Sơn Đông.

Xã Anh Sơn có diện tích tự nhiên 196,65 km².

## Hành chính và tên gọi
Xã Anh Sơn được thành lập theo Nghị quyết số 1678/NQ-UBTVQH15 của Ủy ban Thường vụ Quốc hội Việt Nam, ban hành ngày 16 tháng 6 năm 2025. Theo đó, sắp xếp toàn bộ diện tích tự nhiên, quy mô dân số của thị trấn Kim Nhan, xã Đức Sơn và xã Phúc Sơn thuộc huyện Anh Sơn trước đây thành một xã mới có tên gọi là xã Anh Sơn.
Trước đó, theo Đề án sắp xếp đơn vị hành chính cấp xã tỉnh Nghệ An, xã này là xã Anh Sơn 1.
Sau sắp xếp xã có diện tích tự nhiên: 196,65 km², quy mô dân số: 29.539 người.